# 4B3T
4B3T, que significa 4 (quatre) binaris 3 (tres) ternaris, és un esquema de codificació de línia utilitzat per a la interfície XDSI PRI. 4B3T representa quatre bits binaris utilitzant tres polsos.

## Descripció
Utilitza tres estats:
- + (pols positiu),
- 0 (sense pols) i
- − (pols negatiu).

Això vol dir que tenim 2 4 = 16 combinacions d'entrada per representar, utilitzant 3 3 = 27 combinacions de sortida. 000 no s'utilitza per evitar períodes llargs sense transició. 4B3T utilitza un codi de disparitat aparellat per aconseguir un biaix total zero de CC: s'utilitzen sis triplets que no tenen cap component de CC (0+−, 0−+, +0−, −0+, +−0, −+0) i els 20 restants s'agrupen en 10 parells amb diferents disparitats (p. ex. ++− i −−+). Quan es transmet, es fa un seguiment del biaix de CC i es tria una combinació que tingui un component de CC del signe oposat al total acumulat.
Aquesta assignació de 4 bits a tres estats ternaris es dona en una taula coneguda com a Estat de Monitorització Modificat 43 (MMS43). Una tècnica de codificació competidora, utilitzada per a la interfície de tarifa bàsica RDSI on no s'utilitza 4B3T, és 2B1Q.
La seqüència de sincronització utilitzada és el codi Barker d'11 símbols, +++−−−+−−+− o el seu invers, −+−−+−−−+++.

## Taula de codificació
Cada grup d'entrada de 4 bits es codifica com un grup de 3 símbols (transmès d'esquerra a dreta) a partir de la taula següent. La codificació requereix fer un seguiment de la compensació de corrent continu acumulada, el nombre de polsos + menys el nombre de polsos - en tots els grups anteriors. El valor inicial és arbitrari; aquí fem servir els valors de l'1 al 4, tot i que −1,5, −0,5, +0,5 i +1,5 és una altra possibilitat.
Taula de codificació MMS 43
| Entrada | Entrada | Offset de CC acumulat | Offset de CC acumulat | Offset de CC acumulat | Offset de CC acumulat |
| Hex     | Binari  | 1                     | 2                     | 3                     | 4                     |
| ------- | ------- | --------------------- | --------------------- | --------------------- | --------------------- |
| 0       | 0000    | + 0 + (+2)            | 0−0 (−1)              | 0−0 (−1)              | 0−0 (−1)              |
| 1       | 0001    | 0 − + (+0)            | 0 − + (+0)            | 0 − + (+0)            | 0 − + (+0)            |
| 2       | 0010    | + - 0 (+0)            | + - 0 (+0)            | + - 0 (+0)            | + - 0 (+0)            |
| 3       | 0011    | 0 0 + (+1)            | 0 0 + (+1)            | 0 0 + (+1)            | − − 0 (−2)            |
| 4       | 0100    | − + 0 (+0)            | − + 0 (+0)            | − + 0 (+0)            | − + 0 (+0)            |
| 5       | 0101    | 0 + + (+2)            | − 0 0 (−1)            | − 0 0 (−1)            | − 0 0 (−1)            |
| 6       | 0110    | − + + (+1)            | − + + (+1)            | − − + (−1)            | − − + (−1)            |
| 7       | 0111    | − 0 + (+0)            | − 0 + (+0)            | − 0 + (+0)            | − 0 + (+0)            |
| 8       | 1000    | + 0 0 (+1)            | + 0 0 (+1)            | + 0 0 (+1)            | 0 − − (−2)            |
| 9       | 1001    | + − + (+1)            | + − + (+1)            | + − + (+1)            | − − − (−3)            |
| A       | 1010    | + + − (+1)            | + + − (+1)            | + − − (−1)            | + − − (−1)            |
| B       | 1011    | + 0 − (+0)            | + 0 − (+0)            | + 0 − (+0)            | + 0 − (+0)            |
| C       | 1100    | + (+3)                | − + − (−1)            | − + − (−1)            | − + − (−1)            |
| D       | 1101    | 0 + 0 (+1)            | 0 + 0 (+1)            | 0 + 0 (+1)            | − 0 − (−2)            |
| E       | 1110    | 0 + − (+0)            | 0 + − (+0)            | 0 + − (+0)            | 0 + − (+0)            |
| F       | 1111    | + + 0 (+2)            | 0 0 − (−1)            | 0 0 − (−1)            | 0 0 − (−1)            |

## Taula de descodificació
La descodificació és més senzilla, ja que el descodificador no necessita fer un seguiment de l'estat del codificador, tot i que fer-ho permet una major detecció d'errors. El triplet 000 no és una seqüència codificada legalment, però normalment es descodifica com a 0000 binari.
| Ternary | Binary | Hex |       | Ternary | Binary | Hex   |      | Ternary | Binary | Hex |
| 0 0 0   | -      | N/A | - 0 0 | 0101    | 5      | + − − | 1010 | A       |        |     |
| + 0 +   | 0000   | 0   | − + + | 0110    | 6      | + 0 − | 1011 | B       |        |     |
| 0 − 0   | 0000   | 0   | − − + | 0110    | 6      | + + + | 1100 | C       |        |     |
| 0 − +   | 0001   | 1   | − 0 + | 0111    | 7      | − + − | 1100 | C       |        |     |
| + − 0   | 0010   | 2   | + 0 0 | 1000    | 8      | 0 + 0 | 1101 | D       |        |     |
| 0 0 +   | 0011   | 3   | 0 − − | 1000    | 8      | − 0 − | 1101 | D       |        |     |
| − − 0   | 0011   | 3   | + − + | 1001    | 9      | 0 + − | 1110 | E       |        |     |
| − + 0   | 0100   | 4   | − − − | 1001    | 9      | + + 0 | 1111 | F       |        |     |
| 0 + +   | 0101   | 5   | + + − | 1010    | A      | 0 0 − | 1111 | F       |        |     |